# Uniwersytet w Rennes 1
Uniwersytet w Rennes 1 (Université Rennes 1) jest to znany francuski uniwersytet z siedzibą w mieście Rennes.

## Wydziały na Uniwersytet w Rennes 1
Program szkolenia podzielony jest na 11 wydziałów:
- Wydział Zarządzania
- Wydział Ekonomii
- Wydział Prawa
- Wydział Medycyny
- Wydział Informatyki
- Wydział Technologii
- Wydział Środowiska
- Wydział Inżynierii cywilnej
- Wydział Rolniczo-Spożywczy
- Wydział Komunikacji i Dziennikarstwa
- Wydział Społeczno-kulturowy